# Medina (Minnesota)
Medina è una città degli Stati Uniti d'America, situata in Minnesota, nella Contea di Hennepin.